# Wybory prezydenckie w Mołdawii w 2020 roku
Wybory prezydenckie w Mołdawii odbyły się 1 listopada 2020 (pierwsza tura) i 15 listopada 2020 (druga tura). W obu turach wygrała kandydatka Partii Akcji i Solidarności Maia Sandu.
Pierwsza tura wyborów prezydenckich w Mołdawii w 2020 roku wyróżniła się rekordową frekwencją wśród mołdawskiej diaspory za granicą. W lokalach wyborczych poza granicami kraju oddano 260 tysięcy głosów, z czego 96% poparło Maię Sandu. W niektórych punktach wyborczych za granicą zabrakło kart do głosowania z powodu nieoczekiwanie wysokiego zainteresowania wyborców.

## Wyniki
| Kandydat        | Partia | Partia                         | Pierwsza tura | Pierwsza tura | Druga tura                              | Druga tura                              |
| Kandydat        | Partia | Partia                         | Liczba        | %             | Liczba                                  | %                                       |
| --------------- | ------ | ------------------------------ | ------------- | ------------- | --------------------------------------- | --------------------------------------- |
| Maia Sandu      |        | Partia Akcji i Solidarności    | 487 635       | 36,16         | 943 006                                 | 57,72                                   |
| Igor Dodon      |        | niezależny (PSRM)              | 439 866       | 32,61         | 690 614                                 | 42,28                                   |
| Renato Usatîi   |        | Nasza Partia                   | 227 939       | 16,90         | Kandydat nie przeszedł do drugiej tury. | Kandydat nie przeszedł do drugiej tury. |
| Violeta Ivanov  |        | Partia Șor                     | 87 542        | 6,49          | Kandydat nie przeszedł do drugiej tury. | Kandydat nie przeszedł do drugiej tury. |
| Andrei Năstase  |        | Platforma Godność i Prawda     | 43 924        | 3,26          | Kandydat nie przeszedł do drugiej tury. | Kandydat nie przeszedł do drugiej tury. |
| Octavian Țîcu   |        | Partia Jedności Narodowej      | 27 170        | 2,01          | Kandydat nie przeszedł do drugiej tury. | Kandydat nie przeszedł do drugiej tury. |
| Tudor Deliu     |        | Partia Liberalno-Demokratyczna | 18 486        | 1,37          | Kandydat nie przeszedł do drugiej tury. | Kandydat nie przeszedł do drugiej tury. |
| Dorin Chirtoacă |        | Mișcarea Politică Unirea       | 16 157        | 1,20          | Kandydat nie przeszedł do drugiej tury. | Kandydat nie przeszedł do drugiej tury. |
| Źródło          |        |                                |               |               |                                         |                                         |